# Muhammad I (Selyúcida)
Muhammad I (también conocido como Ghiyath ad-Din Muhammad o Mahoma Tapar, murió 1118) era un hijo del sultán selyúcida Malik Shah I. En turco, Tapar significa "el que obtiene, encuentra".

## Reinado
Sucedió a su sobrino, Malik Shah II, como sultán en Bagdad, convirtiéndose, por lo tanto, en el teórico jefe de la dinastía, aunque su hermano Ahmed Sanjar en Khorasan tenía más poder práctico. Muhammad I probablemente se alió con Radwan de Alepo en la batalla del río Khabur contra Kilij Arslan I, el sultán de Rüm, en 1107, en la que este último fue derrotado y asesinado. Tras el conflicto interno con su medio hermano, Barkyaruk, se le dio el título de malik y las provincias de Armenia y Azerbaiyán. Insatisfecho por esto, se rebeló nuevamente, pero tuvo que huir de regreso a Armenia. En 1104, Barkyaruk, enfermo y cansado de la guerra, acordó dividir el sultanato con Muhammad. Muhammad se convirtió en el único sultán tras la muerte de Barkyaruk en 1105.
En 1106, Muhammad conquistó la fortaleza ismailí de Shahdiz y ordenó al gobernante bavandí Shahriyar IV que participara en su campaña contra los ismaelitas. Shahriyar, muy enojado y ofendido por el mensaje que le envió Muhammad, se negó a ayudarlo contra los ismaelitas. Poco después, Muhammad envió un ejército encabezado por Amir Chavli que intentó capturar Sari pero fue derrotado inesperadamente por un ejército al mando de Shahriyar y su hijo Qarin III. Muhammad luego envió una carta en la que solicitaba a Shahriyar que enviara a uno de sus hijos a la corte Selyúcida en Isfahán.  Envió a su hijo Ali I, quien impresionó tanto a Muhammad que le ofreció a su hija en matrimonio, pero Ali se negó y le dijo que le concediera el honor a su hermano y heredero de la dinastía Bavandí, Qarin III. Qarin III luego fue a la corte de Isfahán y se casó con ella.
En 1106/1107, Ahmad ibn Nizam al-Mulk, hijo del famoso visir Nizam al-Mulk, acudió al tribunal de Muhammad I para presentar una denuncia contra el rais (jefe) de Hamadan. Cuando Ahmad llegó a la corte, Muhammad I lo nombró visir, en sustitución de Sa'd al-Mulk Abu'l-Mahasen Abi, que había sido ejecutado recientemente por sospecha de herejía. El nombramiento se debió principalmente a la reputación del padre de Ahmad. Luego recibió varios títulos que ostentaba su padre (Qewam al-din, Sadr al-Islam y Nizam al-Mulk).
Muhammad I, junto con su visir Ahmad, hicieron más tarde una campaña en Irak, donde derrotaron y mataron al gobernante Mazyadid Sayf al-dawla Sadaqa ibn Mansur, que llevaba el título de "rey de los árabes". En 1109, Muhammad I envió a Ahmad y Chavli Saqavu a capturar las fortalezas ismaili de Alamut y Ostavand, pero no lograron ningún resultado decisivo y se retiraron. Ahmad fue reemplazado pronto por Khatir al-Mulk Abu Mansur Maybudi como visir del Imperio Selyúcida. Según Ali ibn al-Athir (un historiador que vivió unos cien años después), Ahmad se retiró a una vida privada en Bagdad, pero según el biógrafo contemporáneo, Anushirvan ibn Khalid, Muhammad hizo encarcelar a Ahmad durante diez años.
Muhammad I murió en 1118 y fue sucedido por Mahmud II, aunque después de la muerte de Muhammad I, Sanjar era claramente el poder principal en los reinos selyúcidas.